# 크레오소트

크레오소트(Creosote)는 나무나 화석 연료 등 식물에서 유래된 물질의 열분해와 다양한 타르의 증류 과정을 거쳐 만들어진 탄소질 화학물질 분류이다. 보통 보존제나 방부제에 사용된다.
산업에 주로 사용되는 유형으로는 2가지가 있는데, 하나는 콜타르 크레오소트, 나머지 하나는 우드타르 크레오소트가 있다.